# Катарина фон Хелфенщайн-Визенщайг
Катарина фон Хелфенщайн-Визенщайг (на немски: Katharina von Helfenstein-Wiesensteig; * 9 декември 1589 в Чешин; † 12 януари 1638 в Чешин, Полша) е графиня от Хелфенщайн-Визенщайг и чрез женитба графиня на Йотинген-Балдерн в Баден-Вюртемберг.
Тя е дъщеря на граф Рудолф II фон Хелфенщайн-Визенщайг († 1601) и първата му съпруга фрайин Анна Мария фон Щауфен († 1600), дъщеря на фрайхер Антон фон Щауфен († 1566) и графиня Ванделабра фон Хоенлое-Валденбург (1532 – 1570). Баща ѝ се жени втори път 1601 г. за графиня Анна Констанция фон Фюрстенберг-Хайлигенберг (1577 – 1659). Сестра е на граф Рудолф III фон Хелфенщайн-Визенщайг (1585 – 1627) и Мария фон Хелфенщайн-Визенщайг (1586 – 1634), омъжена на 1 ноември 1603 г. за граф Фробен Кристоф фон Хелфенщайн-Гунделфинген (1573 – 1622).
Катарина фон Хелфенщайн-Визенщайг умира на 48 години на 12 януари 1638 г. в Тешен, Силезия, Полша.

## Фамилия
Катарина фон Хелфенщайн-Визенщайг се омъжва на 20/21 септември 1608 г. във Визенщайг за граф Ернст I фон Йотинген-Балдерн (* 7 май 1618; † 20 октомври 1677), малък син на граф Вилхелм II фон Йотинген-Валерщайн-Шпилберг (1544 – 1602) и графиня Йохана фон Хоенцолерн-Зигмаринген (1548 – 1604). Те имат десет деца:
- Мартин Франц (28 август 1611 – 11 септември 1653 в Регенсбург), граф на Йотинген-Балдерн, женен 1629 г. за графиня Изабела Елеонора фон Хелфенщайн († 22 март 1678)
- Карл Лудвиг (* 1616)
- Фридрих Вилхелм Ернст (7 май 1618 – 20 октомври 1677 в Катценщайн), граф на Йотинген в Катценщайн, женен на 7 януари 1646 г. в Грац за фрайин Розина Сузана фон Трюбенек (24 юли 1611 в Петау – 19 май 1664 в Грац)
- Улрих (19 април 1620 – 25 август 1641)
- Мария Йохана (29 януари 1610 – 3 февруари 1610)
- Мария Констанция (17 март 1613 – 1 юни 1620)
- Мария Якоба (1615 – 1616)
- Мария Елизабет (5 юли 1615 – 8 октомври 1615)
- Маргарета Анна (ок. 1618 – 19 юни 1684 в Прага), омъжена на 6 юли 1637 г. в Прага за граф Йохан Зигизмунд фон Тун и Хоенщайн (1594 – 1646)
- Мария Магдалена (1619 – 31 август 1688), омъжена 1650 г. във Виена за маркграф Вилхелм фон Баден-Баден (1593 – 1677)